# Maloa
Maloa est un village de la commune de Martap située dans la Région de l'Adamaoua et le département de la Vina au Cameroun.

## Localisation et population
Le village de Maloa se situe au centre de la commune de Martap, au nord du village Lougga-Tappadi et près de la rivière Marko.
Lors du recensement de 2005, Maloa comptait 264 habitants dont 137 de sexe masculin et 127 de sexe féminin. Les diagnostics du Plan communal de développement (PCD) de la commune de Martap, réalisé en 2015, ont dénombré 800 personnes dont 375 de sexe masculin et 425 de sexe féminin.

## Climat
La commune de Martap se caractérise par un climat tropical. On note une légère variation de température tout au long de l'année ; 22,0 °C en juillet et 24,5° en mars. Cependant, la variation des précipitations atteint les 272 mm entre 274 mm au mois d'août et seulement 2 mm en décembre et en janvier.

## Projets sociaux et économiques
Vu le retard que connaît la commune de Martap sur le plan infrastructurel, Le Programme National de Développement Participatif a décidé d'appuyer et d'actualiser le Plan communal de développement de 2008. Le nouveau PCD, réalisé en 2015, a mis en place plusieurs projets qui impliquaient tous les villages et tous les secteurs. 

### Projets sociaux
Cinq projets différents ont été planifiés. On a pensé à la réalisation d'un ponceau sur la rivière Marko (un projet qui devrait coûter 35 000 000 Francs CFA), la construction et l'équipement d'un bloc de deux salles de classe à l'école de Maloa, la délimitation des zones d'agriculture et d'élevage (100 ha), la réalisation d'un barrage de retenue d'eau et la réalisation d'un parc vaccinogène. Le coût estimatif des 5 projets réunis atteignait 85 050 000 Francs CFA.

### Projets économiques
Les projets prioritaires situés à Maloa sont la réalisation d'un bain d'étiqueur, dont le coût de la réalisation de 10 000 000 Francs CFA, et la construction d'un magasin de stockage de produits agricoles qui devrait coûter 1 000 000 Francs CFA.